# Зељењеч
Зељењеч (слч. Zeleneč) насељено је мјесто са административним статусом сеоске општине (слч. obec) у округу Трнава, у Трнавском крају, Словачка Република.

## Становништво
| Година:    | 1994. | 2004.   | 2014.   | 2024.   |
| ---------- | ----- | ------- | ------- | ------- |
| Број људи: | 2396  | 2377    | 2576    | 2578    |
| Разлика:   |       | -0,79 % | +8,37 % | +0,07 % |

| Година:    | 2023. | 2024.   |
| ---------- | ----- | ------- |
| Број људи: | 2604  | 2578    |
| Разлика:   |       | -0,99 % |

Према подацима о броју становника из 2024. године насеље је имало 2578 становника.